# Židovský hřbitov v Bílině
Židovský hřbitov v Bílině se nachází v západní části města Bílina, asi 500 metrů západně od Mírového náměstí, na tzv. Mosteckém předměstí. Založen byl v roce 1891 v sousedství městského hřbitova a na jeho celkové ploše 5853 m2 (jiné zdroje tuto rozlohu zpochybňují) je možno nalézt zhruba 40 náhrobních kamenů. Při někdejším vstupu na hřbitov stojí pozůstatky márnice a dominantní brána. Na hřbitov je možné se dostat přes městský hřbitov z Mostecké ulice. Veřejnosti je však nepřístupný, zejména kvůli propadům půdy.